# Allium stellerianum
Allium stellerianum är en amaryllisväxtart som beskrevs av Carl Ludwig von Willdenow. Allium stellerianum ingår i släktet lökar, och familjen amaryllisväxter. Inga underarter finns listade i Catalogue of Life.